# Ранги и знаки отличия НСДАП
Ранги и знаки отличия НСДАП представляли собой военизированные названия, которые использовались в Национал-социалистической немецкой рабочей партии (НСДАП) приблизительно между 1928 годом и падением нацистской Германии в 1945 году.

## 1932—1934
- Blockwart (организатор блока)
- Zellenwart (организатор ячейки)
- Ortsgruppenleiter (руководитель местной группы)
- Kriesleiter (районный руководитель)
- Gauleiter (региональный руководитель)
- Landesinspekteur (земельный инспектор)
- Reichsinspekteur (национальный инспектор)

Высший чин, а именно Reichsorganizationsleiter (национальный организационный руководитель) был создан для самого старшего инспектора нацистской партии на национальном уровне. Специальное звание не имело никаких дополнительных знаков различия, и ничем не отличалось от обычного Reichsinspekteur.

## 1934—1938
Изначальными уровнями организации НСДАП являлись:
- Reich (национальный уровень — страна в целом)
- Gau (региональный уровень — избирательный округ)
- Kreis (районный уровень — районы, городские районы)
- Orstgruppen (местный уровень — города, общины, округа)

К новым уровням нацистской партии были отнесены несколько новых званий и титулов НСДАП, было проведено реформирование с введением нескольких новых рангов. Некоторые ранги повторялись на каждом уровне партии, а другие являлись уникальными для местных, районных и региональных уровней или национального уровня. Был также создан высший политический ранг — Reichsleiter — высший ранг на национальном уровне, а также самый старший политический ранг в партии после Гитлера.
| Reichsleitung (национальный уровень)                                                                                    | Gauleitung (региональный уровень)                                                                        | Kreisleitung (районный уровень)                                                     | Orstgruppenleitung (местный уровень)                                                                               |
| --- | --- | ----------------------------------------------------------------------------------- | --- |
| Рейхсляйтер Гауптдинстляйтер Гауптамтсляйтер Амтсляйтер Гауптштелленляйтер Штелленляйтер Гильфштелленляйтер Митарбайтер | Гауляйтер заместитель гауляйтера Гауптамтсляйтер Амтсляйтер Гауптштелленляйтер Штелленляйтер Митарбайтер | Крайсляйтер Гауптамтсляйтер Амтсляйтер Гауптштелленляйтер Штелленляйтер Митарбайтер | Ортсгруппенляйтер Штютцпунктляйтер Целленляйтер Блокляйтер Амтсляйтер Гауптштелленляйтер Штелленляйтер Митарбайтер |

## Структура аппарата управления НСДАП в 1937 году

### Крайсляйтер и его аппарат
- Крайсляйтер; чин — крайсляйтер
  - Шулюнгсляйтер; чин — амтсляйтер
    - Крайс-шулюнгсбург; чин — штелленляйтер

  - Персонал-амт; чин — амтсляйтер
  - Организационляйтер; чин — амтсляйтер
    - Статистик; чин — гауптштелленляйтер
    - Аусбильдунгсляйтер; — «представитель (независимый)»
      - Берайтшафтсляйтер; чин — гауптштелленляйтер

  - Гешафтсфюурунг; чин — амтсляйтер
  - Пропагандаляйтер; чин — амтсляйтер
    - Культур; чин — штелленляйтер
    - Рундфук; чин — штелленляйтер
    - Фильм; чин — штелленляйтер

  - Кассенляйтер; чин — амтсляйтер
    - Гильфкассенобманн; чин — гауптштелленляйтер

  - Прессе-амт; чин — амтсляйтер
  - Амт фюр фольксгезундхайт; чин — амтсляйтер
  - Хандвельк у. хандвель; чин — гауптштелленляйтер
  - NSBO.; чин — амтсляйтер
  - Амт фюр беамте; чин — амтсляйтер
  - Амт фюр эрцигер; чин — амтсляйтер
  - Рехстамт; чин — амтсляйтер
  - Ландвиртш. фахбератер; — «представитель (независимый)?»
  - Беауфтрагтер фюр рассенполитик; — «представитель (независимый)?»
  - Виртшафтс-бератер; — «представитель (независимый)?»
  - Амт фюр коммунальполитик; чин — амтсляйтер
  - Фахбератер фюр техник; — «представитель (независимый)?»
  - NS.-фройеншафт — «подразделение»
  - Амт фют фольксвоольфаарт; чин — амтсляйтер
  - Беауфтрагтер фюр криигсопфер; — «представитель (независимый)?»

### Штютцпунктляйтер и его аппарат
- Штютцпунктляйтер; чин — штютцпунктляйтер
  - Шулюнгсляйтер; чин — амтсляйтер
  - Организационляйтер; чин — амтсляйтер
  - Кассенляйтер; чин — амтсляйтер
    - Гильфкассенобманн; чин — гауптштелленляйтер

  - Пропаг.- у. прессе-ляйтер (руководитель пропаганды и прессы); — «представитель (независимый)?»
  - Персоналкартай; чин — штилленляйтер
  - Ландвиртш. фахбератер; — «представитель (независимый)?»
  - NSBO.; чин — амтсляйтер
  - Амт фют фольксвоольфаарт; чин — амтсляйтер
  - NS. фройеншафт — «подразделение»
  - Целле — нижестоящие уровни, возглавляемые целленляйтерами — подчиняются «только при необходимости»[1]
    - Блок — ещё более нижестоящие уровни, возглавляемые блокляйтерами

### Ортсгруппенляйтер и его аппарат
- Ортсгруппенляйтер; чин — ортсгруппенляйтер
  - Шулюнгсляйтер; чин — амтсляйтер
    - Персоналкартай («картотека по личному составу»); чин — штилленляйтер

  - Организационсляйтер; чин — амтсляйтер
    - Статистик; чин — гауптштелленляйтер
    - Маршблокляйтер; чин — штилленляйтер

  - Кассенляйтер; чин — амтсляйтер
    - Гильфкассенобманн; чин — амтсляйтер

  - Прессе-беауфрагтер; — «представитель (независимый)»
  - Пропагандаляйтер; чин — амтсляйтер
    - Культур; чин — гауптштелленляйтер
    - Рундфук; чин — гауптштелленляйтер
    - Фильм; чин — гауптштелленляйтер

  - Гешафтсфюрер; чин — амтсляйтер
  - Ландвиртш. фахбератер; — «представитель (независимый)»
  - Хандверк у. хандель; чин — гауптштелленляйтер
  - NSBO.; чин — амтсляйтер
  - Амт фют фольксвоольфаарт; чин — амтсляйтер
  - Целле — нижестоящие уровни, возглавляемые целленляйтерами
    - Блок — ещё более нижестоящие уровни, возглавляемые блокляйтерами

### Целенляйтер и его подчинённые
- Целенляйтер
  - Блокляйтер

### Блокляйтер и его подчинённые
- Блокляйтер (руководитель блока); чин — блокляйтер
  - Блокхельфер (блок-помощник) — условный; чин — штелленляйтер (или ниже, митарбайтер ?)
  - Партайметгляйдер (член партии); чин — штелленляйтер (или ниже, митарбайтер ?)

## Сравнение некоторых систем рангов
| Вермахт                                 | Вермахт                             | СС                                          | Штурмовые отряды СА   | Имперская служба труда (ранги женщин-руководителей)                    | Гитлерюгенд                                                            | Гитлерюгенд                                                            | Гитлерюгенд                                                            | Гитлерюгенд                                                            | НСДАП                                                                              |
| Хеер, Люфтваффе                         | Кригсмарине                         | СС                                          | Штурмовые отряды СА   | Имперская служба труда (ранги женщин-руководителей)                    | Гитлерюгенд                                                            | Юнгфольк                                                               | Союз немецких девушек                                                  | Союз девочек                                                           | НСДАП                                                                              |
| Фюрер и Рейхсканцлер, Адольф Гитлер     |                                     |                                             |                       |                                                                        |                                                                        |                                                                        |                                                                        |                                                                        |                                                                                    |
| Рейхсмаршал Великогерманского Pейхa     | Рейхсмаршал Великогерманского Pейхa | Обестер СС-Фюрер                            | Обестер СА-Фюрер      | Председатель (фюрер) Национал-социалистической немецкой рабочей партии | Председатель (фюрер) Национал-социалистической немецкой рабочей партии | Председатель (фюрер) Национал-социалистической немецкой рабочей партии | Председатель (фюрер) Национал-социалистической немецкой рабочей партии | Председатель (фюрер) Национал-социалистической немецкой рабочей партии | Председатель (фюрер) Национал-социалистической немецкой рабочей партии             |
| Генерал-фельдмаршал                     | Гросс-адмирал                       | Рейхсфюрер СС                               | Начальник штаба СА    | Рейхсарбайтсфюрер                                                      | Рейхсюгендфюрер                                                        | Рейхсюгендфюрер                                                        | Рейхсюгендфюрер                                                        | Рейхсюгендфюрер                                                        | Рейхсляйтер                                                                        |
| Генерал-полковник                       | Генерал-адмирал                     | Оберстгруппенфюрер СС                       | —                     | Генералоберарбайтсфюрер                                                | Штабсфюрер                                                             | Штабсфюрер                                                             | Рейхсреферентин                                                        | Рейхсреферентин                                                        | Гауляйтер                                                                          |
| Генерал рода войск                      | Адмирал                             | Обергруппенфюрер СС                         | Обергруппенфюрер СА   | Генералфельдмейстер                                                    | Обергебитсфюрер                                                        | —                                                                      | Обергауфюрерин                                                         | Обергауфюрерин                                                         | Гауптбефельсляйтер                                                                 |
| Генерал-лейтенант                       | Вице-адмирал                        | Группенфюрер СС                             | Группенфюрер СА       | Обергенераларбайтсфюрер                                                | Гебитсфюрер                                                            | Гебитсюнгфолькфюрер                                                    | Гауфюрерин                                                             | Гебитсмёдельфюрерин                                                    | Обербефельсляйтер                                                                  |
| Генерал-майор                           | Контр-адмирал                       | Бригадефюрер СС                             | Бригадефюрер СА       | Генераларбайтсфюрер                                                    | Гауптбаннфюрер                                                         | Гауптюнгбаннфюрер                                                      | —                                                                      | Обербаннмёдельфюрерин                                                  | Бефельсляйтер - Гауптдинстляйтер - Обердинстляйтер                                 |
|                                         |                                     |                                             |                       |                                                                        |                                                                        |                                                                        |                                                                        |                                                                        |                                                                                    |
| Оберст                                  | Коммодорe                           | Оберфюрер СС                                | Оберфюрер СА          | —                                                                      | Обербаннфюрер                                                          | Оберюнгбаннфюрер                                                       | —                                                                      | —                                                                      | Динстляйтер                                                                        |
| Оберст                                  | Капитан цур зе                      | Штандартенфюрер СС                          | Штандартенфюрер СА    | Оберстарбайтсфюрер (штабсгауптфюрерин)                                 | Баннфюрер                                                              | Юнгбаннфюрер                                                           | Унтергауфюрерин                                                        | Баннмёдельфюрерин                                                      | - Гауптберайхсляйтер - Оберберайхсляйтер                                           |
| Оберст-лейтенант                        | Фрегаттен-капитан                   | Оберштурмбаннфюрер СС                       | Оберштурмбаннфюрер СА | Оберарбайтсфюрер                                                       | Оберюнгштаммфюрер                                                      | Оберюнгштаммфюрер                                                      | —                                                                      | —                                                                      | Берайхсляйтер - Гауптабшнитсляйтер - Оберабшнитсляйтер                             |
| Майор                                   | Корветтен-капитан                   | Штурмбаннфюрер СС                           | Штурмбаннфюрер СА     | Арбайтсфюрер (штабсфюрерин)                                            | Юнгсштаммфюрер                                                         | Юнгсштаммфюрер                                                         | Мёдельрингфюрерин                                                      | Рингфюрерин                                                            | Абшнитсляйтер - Гаупnгемайншафтсляйтер - Обергемайншафтсляйтер - Гемайншафтсляйтер |
| Гауптман                                | Капитан-лейтенант                   | Гауптштурмфюрер СС                          | Штурмгауптфюрер СА    | Оберстфельдмейстер (майденгауптфюрерин)                                | Гауптгефольгсшафтсфюрер                                                | Гауптфанляйнфюрер                                                      |                                                                        | Гауптмёдельгруппенфюрерин                                              | Гауптайнзацляйтер                                                                  |
| Обер-лейтенант                          | Обер-лейтенант цур зе               | Оберштурмфюрер СС                           | Оберштурмфюрер СА     | Оберфельдмейстер (мейденоберфюрерин)                                   | Обергефольгсшафтсфюрер                                                 | Оберфанляйнфюрер                                                       | —                                                                      | —                                                                      | Оберайнзацляйтер                                                                   |
| Лейтенант                               | Лейтенант цур зе                    | Унтерштурмфюрер СС                          | Штурмфюрер СА         | Фельдмейстер (майденфюрерин)                                           | Гефольгшафтсфюрер                                                      | Фанляйнфюрер                                                           | Мёдельгруппенфюрерин                                                   | Юнгмёдельгруппенфюрерин                                                | Айнзацляйтер                                                                       |
|                                         |                                     |                                             |                       |                                                                        |                                                                        |                                                                        |                                                                        |                                                                        |                                                                                    |
| Штабс-фельдфебель                       | Штабс-боцман                        | Штурмшарфюрер СС                            | Гаупттруппфюрер СА    | Унтерфельдмейстер (мейденунтерфюрерин)                                 | —                                                                      | —                                                                      | —                                                                      | —                                                                      | Гауптберайтсшафтсляйтер                                                            |
| - Обер-фельдфебель - Обер-фенрих        | - Обер-боцман - Обер-фенрих цур зее | - Гауптшарфюрер СС - Штандартеноберюнкер СС | Обертруппфюрер СА     | Обертруппфюрер (юнгфюрерин)                                            | Обершарфюрер                                                           | Оберюнгцугфюрер                                                        | —                                                                      | —                                                                      | Оберберайтсшафтсляйтер                                                             |
| - Фельдфебель - Фанен-юнкер-фельдфебель | - Боцман - Фенрих цур зее           | - Обершарфюрер СС - Штандартенюнкер СС      | Труппфюрер СА         | Труппфюрер (камерадшафтсальтесте)                                      | Шарфюрер                                                               | Юнгцугфюрер                                                            | Мёдельшарфюрерин                                                       | Юнгмёдельшарфюрерин                                                    | Берайтсшафтсляйтер                                                                 |
| - Унтер-фельдфебель - Фенрих            | - Обер-Боцмаат - Зее-кадет          | - Шарфюрер СС - Оберюнкер СС                | Обершарфюрер СА       | —                                                                      | Оберкамерадшафтсфюрер                                                  | Оберюнгеншафтсфюрер                                                    | —                                                                      | —                                                                      | - Гауптарбайтсляйтер - Оберарбайтсляйтер                                           |
| - Унтер-офицер - Фанен-юнкер            | - Боцмаат - Офицер-анвартер         | - Унтершарфюрер СС - Юнкер СС               | Шарфюрер СА           | Унтертруппфюрер                                                        | Камерадшафтсфюрер                                                      | Юнгеншафтсфюрер                                                        | Мёдельшафтсфюрерин                                                     | Юнгмёдельшафтсфюрерин                                                  | Арбайтсляйтер                                                                      |
|                                         |                                     |                                             |                       |                                                                        |                                                                        |                                                                        |                                                                        |                                                                        |                                                                                    |
| Штабс-гефрайтер                         | Матросен-обер-штабс-гефрайтер       | —                                           | —                     | Гауптформан                                                            | —                                                                      | —                                                                      | —                                                                      | —                                                                      | —                                                                                  |
| Штабс-гефрайтер                         | Матросен-штабс-гефрайтер            | —                                           | —                     | Оберформанн                                                            | Оберроттенфюрер                                                        | Оберхорденфюрер                                                        | —                                                                      | —                                                                      | —                                                                                  |
| Гаупт-гефрайтер                         | Матросен-гаупт-гефрайтер            | —                                           | —                     | —                                                                      | —                                                                      | —                                                                      | —                                                                      | —                                                                      | —                                                                                  |
| Обер-гефрайтер                          | Матросен-обер-гефрайтер             | Роттенфюрер СС                              | Роттенфюрер СА        | Форманн                                                                | Роттенфюрер                                                            | Хорденфюрер                                                            | —                                                                      | —                                                                      | Оберхельфер                                                                        |
| Гефрайтер                               | Матросен-гефрайтер                  | Штурмманн СС                                | Оберштурмманн СА      | —                                                                      | —                                                                      | —                                                                      | —                                                                      | —                                                                      | Хельфер                                                                            |
| Шутце                                   | Матрос                              | Манн СС                                     | Штурмманн СА          | Арбайтсманн (арбайтсмайд)                                              | Гитлерюнге                                                             | Пимпф                                                                  | БДМ Медель                                                             | Юнгмедель                                                              | - Анвертер (утверждённый член НСДАП) - (ун)анвертер (кандидат на членство НСДАП)   |
| Вермахт                                 | Вермахт                             | СС                                          | СА                    | PAД                                                                    | ГЮ                                                                     | ГЮ                                                                     | ГЮ                                                                     | ГЮ                                                                     | НСДАП                                                                              |